# سیارک ۸۷۹۵۴
سیارک ۸۷۹۵۴ (به انگلیسی: 87954 Tomkaye، نامگذاری:2000TK) هشتاد و هفت هزار و نهصد و پنجاه و چهارمین سیارک کشف شده‌است که در ۲ اکتبر ۲۰۰۰ کشف شد.